# Acteur
Een acteur of actrice is iemand die een personage uitbeeldt in een verhaal of rollenspel.
Een acteur kan zijn werk doen in onder meer een toneelvoorstelling (theateracteur), musical (musicalacteur), of film (filmacteur), op televisie of tijdens communicatietrainingen als trainingsacteur, en hij kan zijn stem lenen aan onder meer tekenfilmfiguren of reclameboodschappen als stemacteur. Acteurs kunnen ook een personage in een computerspel uitbeelden, of als simulatiemodel hiervoor worden ingezet, waarna deze gerenderd worden. Elk van deze disciplines vereist een andere benadering van spel.
Een acteur kan lijken op zijn personage, maar kan er ook in allerlei opzichten van verschillen, bijvoorbeeld in leeftijd of sekse. Een acteur kan voor zijn rol sommige uiterlijke aspecten moeten aannemen, zoals kapsel, gezichtsbeharing of lichaamsomvang. Met schmink of siliconenmasker kan een andere gelaatsuitdrukking of zelfs een ander gelaat worden aangenomen, met een pruik kan de haardracht worden aangepast.

## Speltechniek
Een acteur kan een rol neerzetten vanuit verschillende technische benaderingen: bijvoorbeeld door methodacting, waarbij de speler emoties uit eigen persoonlijke ervaring naar boven haalt.

## Vorming
Voor het leren van het acteervak zijn er theateracademies.
Acteurs leren meerdere speelvormen te beheersen, maar toch kan een bepaald soort rol of genre meer passend zijn bij het karakter of uitstraling van de speler. Soms is het nodig dat een acteur meerdere disciplines beheerst, afhankelijk van zijn rol; zo zijn voor musical en opera er ook muzikale vereisten en moet een poppenspeler het bespelen van een pop beheersen.
Voor amateurspelers zijn er creativiteitscentra die acteerlessen aanbieden: toneelverenigingen en productiehuizen huren hiervoor soms dramadocenten in. 

## Acteren als beroep
Acteurs kunnen worden gevraagd voor een rol (rechtstreeks of via manager/managementbureau) of ze kunnen solliciteren op een vacature, waarna een auditie of casting volgt. Een selectieprocedure kan bestaan uit een screentest waarbij voor een of meer rollen uit verschillende kandidaten wordt gekozen. Een castingdirector of jury zorgt voor de invulling van de juiste acteurs bij een productie. 
In de tweede helft van de twintigste eeuw waren tot circa 1980 de meeste toneelacteurs aangesloten bij een toneelgezelschap. Sinds het verdwijnen van steeds meer van deze veelal gesubsidieerde ensembles en de opkomst van de veelal commerciële vrije producties, zijn de meeste beroepsacteurs onafhankelijk (freelance).